# Juan Flavier
Juan Martin Flavier (* 23. Juni 1935 in Tondo, Manila; † 30. Oktober 2014 in Quezon City) war ein philippinischer Politiker.

## Biografie
Flavier stammte aus armen Verhältnissen und arbeitete, um sich den Schulbesuch und später das Studium der Medizin an der University of the Philippines zu ermöglichen, das er 1960 abschloss. Anschließend war er als Arzt in den Slums von Tondo und der Bergbauregion Cordillera tätig sowie in ärmeren Barangays von Nueva Ecija und Cavite. Um die Dorfbewohnern besser behandeln zu können, absolvierte er ein postgraduales Studium an der Johns Hopkins University und schloss dieses mit einem Master in öffentlicher Gesundheit (Master in Public Health) ab.

## Politische Karriere
Nach seiner Rückkehr auf die Philippinen wurde er Präsident der Bewegung für dörflichen Wiederaufbau sowie des Internationalen Instituts für dörflichen Wiederaufbau, zwei Organisationen, die sich dem Dienst an einfachen Menschen durch Bildung, Fortbildung und Motivierung widmeten.
1992 wurde er von Präsident Fidel Ramos zum Gesundheitsminister (Secretary of Health) ernannt und prägte fortan im Bereich des Gesundheitswesens den verballhornten Begriff „Let’s DOH it!“ (Lasst es uns tun!), den er der englischen Abkürzung für das Gesundheitsministerium (Department of Health, DOH) entlehnte. Durch seine große Erfahrung in der Arbeit vor Ort führte er innovative Ansätze zur Gesundheitspflege ein wie die Oplan Alis Disease, eine massive Impfkampagne, die später dazu führte, dass die Weltgesundheitsorganisation (WHO) die Philippinen als frei von Poliomyelitis erklärte. Daneben förderte er Sangkap Pinoy, eine landesweite Kampagne gegen eine Fehlernährung durch Mikronährstoffe, die Anti-AIDS-Gesundheitsinformationskampagne und andere Gesundheitsprogramme mit dem Ziel den Menschen ein größeres Gesundheitsbewusstsein zu vermitteln.
Im Juni 1995 wurde er Mitglied des Senats und wurde mit dem fünftbesten Ergebnis unter den zwölf zu wählenden Senatoren gewählt. Während seiner ersten sechsjährigen Wahlzeit erwarb er sich den Ruf eines bei den meisten Ausschusssitzungen und bei allen Generaldebatten anwesenden Parlamentariers und war maßgeblich beteiligt an den Gesetzesinitiativen in den Bereich Medizin, Armutsbekämpfung, Umweltschutz und Schutz der indigenen Völker durch das Traditional Medicine Law, das Poverty Alleviation Law, das Clean Air Act sowie das Indigenous People’s Rights Act.
Bei den Wahlen im Juni 2001 wurde er als Zweitbester der zwölf Gewählten wieder Mitglied des Senats und gehörte diesem bis Juni 2007 an. Auch während dieser zweiten Legislaturperiode setzte er sich für Belange der Gesundheit, Umwelt und Entwicklung ein und war maßgeblich am Anti-money Laundering Act of 2001, Dangerous Drugs Act of 2002, Plant Variety Protection Act, Philippine Nursing Act of 2002 und The Tobacco Regulation Act beteiligt. Auf seine Initiative hin wurde das Fest des Fastenbrechens (Eid ul-Fitr) 2002 zu einem der anerkannten Feiertage auf den Philippinen.
Während seiner zwölfjährigen Mitgliedschaft war er nicht nur Vorsitzender des Ausschusses für Gesundheit und Demographie, sondern zwischen 2002 und 2007 auch Präsident des Senats Pro tempore und damit Vertreter des Senatspräsidenten bei dessen Abwesenheit oder Erkrankung.

## Veröffentlichungen
Über seine Erfahrungen als Arzt und Politiker verfasste er mehrere Bücher wie:
- Doctor To the Barrios, Experiences with the Philippine Rural Reconstruction Movement (1970)
- My Friends in the Barrios (1974)
- Back to the Barrios: Balikbaryo (1978)
- Mobilizing Local Leaders for Rural Development: The Case of the People’s School (IIRR Working paper) (1980)
- Parables of the Barrio: Vol. III, Nos. 101-150 (1991)
- Let’s DOH It! How We Did It (1998)